# Eugen Heinen
Eugen Heinen (* 14. Januar 1901; † 25. Juli 1981 in Freiburg im Breisgau) war ein deutscher Heimatforscher.

## Leben
Seit 1925 lebte Heinen in Altenberg. Er wurde 1931 von Generalpräses Carl Mosterts hauptamtlich als Domführer vom Altenberger Dom eingesetzt. Nachhaltig setzte er sich für die Unberührtheit des Doms und der umgebenden Landschaft ein und regte den Bau der heutigen Umgehungsstraße an. Er war Gründer des Verkehrs- und Verschönerungsvereins.

## Ehrungen
- 1966: Verdienstkreuz 1. Klasse der Bundesrepublik Deutschland.[1]
- Ehrenmitglied des Altenberger Dom-Vereins.[1]
- Benennung des Platzes vor dem Dom

## Schriften
- Der bergische Dom: Ein Führer durch den Dom zu Altenberg und seine Kunstschätze – Köln: Bachem, 1936
- Dom und Kloster Altenberg. Altenberg: Haus Altenberg 1949; 10. Auflage, Verlag Haus Altenberg, Düsseldorf 1983.